# Wright Model D
Il Wright Model D fu un modello di aereo da ricognizione veloce che i fratelli Wilbur e Orville Wright svilupparono nel 1912 in risposta a una specifica dell'U.S. Army. L'aereo era un biplano monoposto monomotore a doppia elica spingente con impennaggi in coda, molto simile in tutte le sue caratteristiche principali al Wright Model R da cui era direttamente derivato. Era tuttavia dotato di un più potente motore Wright 6-60 da 6 cilindri in linea, il quale gli garantiva prestazioni di velocità orizzontale e di velocità di salita particolarmente buone; pur risultando più facile da pilotare dei suoi predecessori nella famiglia di aeroplani Wright, il velivolo era caratterizzato da un'elevata velocità d'atterraggio che infine fece sì che l'esercito statunitense non decidesse di acquistare il Model D in grandi numeri. Costruito in due soli esemplari, impiegati dall'U.S. Army tra il 1913 e il 1914, l'aereo rimase allo stadio di prototipo.